# 銅鼓県
銅鼓県（どうこ-けん）は中華人民共和国江西省宜春市に位置する県。

## 行政区画
- 鎮:永寧鎮、温泉鎮、棋坪鎮、排埠鎮、三都鎮、大塅鎮
- 郷:高橋郷、港口郷、帯渓郷

## 交通

### 道路
- 高速道路
  - 大広高速道路
  - S40 昌銅高速道路
  - S81 万宜高速道路